# 謀叛
律令制の律が定める謀叛（むほん）とは、家臣が主君に対して企てる反乱（現代的意味での謀反≒クーデター）に加え、外国と通謀して本国に害をなしたり、亡命したりすることを含む行為の名称。本項目ではこの律令下での謀叛について述べる。

## 意味
唐律において謀叛は十悪の第三、養老律でも八虐の第三となる重罪である 。律で謀とは犯罪の実行に着手に至らない計画のことを言う。叛は国に背いて偽（敵国・反乱者）に従うこと、反は君主の身に危害を及ぼすことなので、謀反と謀叛は意味が異なる。謀叛と謀反では、謀反のほうが重い罪である。叛は具体的には蕃国（外国）に投じること、城や領土を敵に渡すことをいい、現代的に言えば亡命、敵前投降、外敵通謀にあたる。刑は計画段階でも絞、実行した場合は斬で、死刑に変わりがないため、条文上は謀叛でまとめる。

## 量刑
唐律でも養老律でも、叛を上道（実行）した場合は主犯・従犯ともに斬とされた。謀叛にとどまる場合、主犯は絞、従犯は流罪になった。唐律で流三千里、養老律では遠流である。いずれも指導者だけが罪とされ、率いられて叛いた者は罪とされない。
外国ではなく山沢に逃亡し（亡命山沢）、官吏に呼ばれても帰らないときには、謀叛と同じ扱いになった。つまり、首謀者のみ絞、従犯は流刑である。連れ戻しに来た軍隊に対して抵抗したときには、叛の上道と同じ扱いで、主犯・従犯ともに斬となった。率いられた者が罪とされないのは同様である。
縁座（親族の連座）は、実行時にのみ発生し、率いた人数と武力行使の程度によって3段階に分かれた。もっとも重いのは、城を攻略してそれを拒守した場合で、謀反と同じになる。これは、領土を実際に奪った罪を特に重くした区分である。中間は、攻撃・虜掠をしたか、攻撃の有無にかかわらず規定人数（唐律では100人、養老律では10人）以上を率いて叛いたものの、城を拒守することまではしなかった場合である。軽いのは、規定人数未満を率い、害を加えなかった場合である。いずれにせよ本人は死刑になるが、縁座には以下のような細かな違いが生じる。
唐律で謀反と同じになると、父と年16以上の子（子は息子のこと。以下同じ）が絞になり、年15以下の子、母女（母と娘）、妻妾、子の妻妾、祖孫（祖父母と孫）、兄弟、部曲（隷属民）、資財、田宅が没官になった。没官は官への没収で、人について言えば官戸にすることである。伯叔父、兄弟の子は流三千里（三千里の流刑）になった。中間の場合には、父母、妻、子が流三千里になった。軽い場合には、妻と子（息子）が流二千里になった。
養老律で謀反と同じになると、父子、家人（唐律の部曲にあたる隷属民）、資財、田宅が没官となった。祖孫・兄弟は遠流である。中間の場合は父と息子が遠流、軽い場合には子が中流であった。日本のほうが縁座の範囲が狭く軽い。

## 日本における実情
日本では外敵通謀と言う意味での謀叛はめったに起きなかった。8世紀初めには、慶雲4年（707年）、和銅元年（708年）、養老元年（717年）と、100日以内に出頭すれば亡命山沢の罪を赦すという詔が出たが、それは大赦の一部で唐の詔を引き写したものである。平安時代後期以降は、謀反と謀叛の区別はなくなり、両方とも主君や君主への敵対を指すようになった。
なお、朝廷の許しを得ずに外国へ出国することは禁じられていたこと（いわゆる「渡海制」）が知られているが、異説として外敵通謀の意図を有していなくても、密貿易・留学その他の理由によって唐・宋や新羅・渤海・高麗などへ出国することも謀叛として処罰されたとする説もある。ただし、これについては異論もある。